# Lesotho na Letnich Igrzyskach Paraolimpijskich 2004
Lesotho na Letnich Igrzyskach Paraolimpijskich 2004 w Atenach reprezentowało dwoje zawodników – jeden mężczyzna i jedna kobieta. Był to drugi występ reprezentacji Lesotho na igrzyskach paraolimpijskich.

## Wyniki

### Lekkoatletyka
Mężczyźni
- Sello Mothebe – bieg na 100 m T12, 4. miejsce w biegu eliminacyjnym (12,51 s)[2].

Kobiety
- Limpho Rakoto – bieg na 100 m T46, 6. miejsce w biegu eliminacyjnym (14,52 s)[3].